# Nie-Rzeczywistość
Nie-Rzeczywistość – strajkowy studencki biuletyn informacyjny Wyższej Szkoły Rolniczo-Pedagogicznej w Siedlcach, wydawany od 18 listopada do 11 grudnia 1981 roku.
Biuletyn wydawany był w czasie studenckiego strajku okupacyjnego w Siedlcach, będącego wyrazem solidarności z protestami studenckimi w radomskiej Wyższej Szkole Inżynieryjnej związanymi z nieprawnym wyborem rektora. 
„Nie-Rzeczywistość” wychodziła w czasie 24 dni strajku. Ukazało się 9 numerów, pierwszy i trzeci numer biuletynu liczył po 8 stron formatu A4, drugi i dziewiąty zawierał 6 stron, a od 4 do 7 egzemplarza 4 strony, zaś 8 numer składał się prawdopodobnie tylko z 2 stron. Za gazetę odpowiadał Komitet Strajkowy, redagowała go Sekcja Propagandy. Od drugiego numeru umieszczono w winiecie: Biuro Prasowe Komitetu Strajkowego WSR-P Siedlce. 
„Nie-Rzeczywistość” była świadectwem spontanicznej aktywności studentów, ale też najważniejszą, obok ulotek i plakatów, próbą przełamywania monopolu mediów rządowych. Biuletyn był głównym źródłem informacji o przyczynach, wydarzeniach i przebiegu strajku studentów siedleckich. Informował o podejmowanych uchwałach i odezwach, protestach na prawie wszystkich uczelniach w kraju, działalności w tym czasie władz Niezależnego Zrzeszenia Studentów i sytuacji społeczno-politycznej w Polsce. „Nie-Rzeczywistość” ukazywała codzienność strajkową i podejmowane próby rozwiązania ogólnopolskiego konfliktu na uczelniach przez Konferencję Rektorów, przedstawicieli Sejmu, Kościoła, NZS, Niezależnego Samorządnego Związku Zawodowego „Solidarność” i władz poszczególnych uczelni. Obecnie stanowi podstawowe źródło informacji o przebiegu strajku studentów WSR-P w Siedlcach z 1981 roku, bowiem zachowały się wszystkie numery biuletynu w Archiwum Prywatnym Romana Głowackiego. Numer 4, 6 i 7 biuletynu przechowywany jest w zbiorach Biblioteki Głównej Uniwersytetu Przyrodniczo-Humanistycznego w Siedlcach, Czytelni Zbiorów Specjalnych.
W czasie strajku „Nie-Rzeczywistość” stała się głosem walki o prawdę, demokrację, prawo i autonomię uczelni, a dziś stanowi podstawowe źródło do badań dążeń wolnościowych siedleckiego środowiska akademickiego. 